# 補助輪

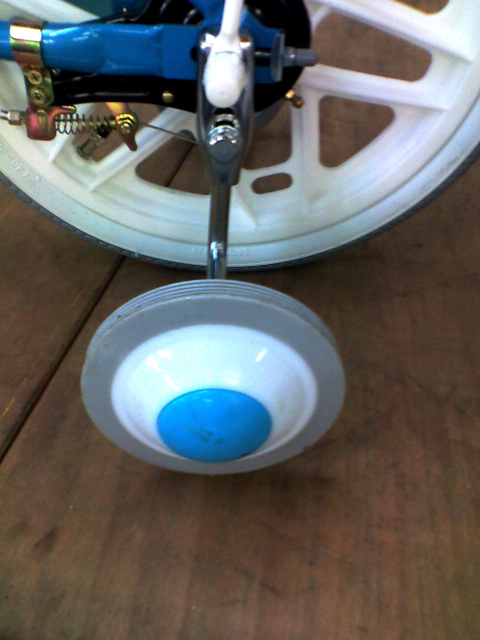
補助輪

補助輪（ほじょりん）とは、自転車の後輪の両側に装着して使用する練習用具のこと。補助車輪あるいは補助車ともいう。

## 概要
補助輪は、L字型の金具とその先に付いた車輪で構成されていて、多くは三輪車から自転車に移行する幼年の自転車練習用に使用される。後輪の両脇に装着して支え四点支持の状態にする事で、自転車のバランス感覚に慣れていなかったり低速でジャイロ効果が不足していたりしても姿勢を安定させ転倒を防いでくれる。ハンドリングの邪魔になるので前輪には付けない。
最初から補助輪が付いた状態で売られている自転車もあるが、後から装着することも可能。後輪両側のナットを緩め、補助輪の金具を付けて締める。締め方が緩いと補助輪の角度が走行中に変わってしまい、転倒事故につながることがある。取り付け・取り外しにはモンキーレンチが簡便であるが、強く締め付けるには、サイズの合ったスパナが確実。自転車販売店で工賃を支払って任せることもできる。補助輪付き自転車の中には必ずしも取り外しを前提としない製品もあり、幼稚園児（幼児）向けのものは、不用意にスピードが出ないようギア比が設定され、二輪での安定に必要な速度が出しにくい場合もある。好みの児童用自転車に取り付けるための後付け製品も数多く出回っている。

### 日本国内での名称
方言で車輪をコマ、タマ、コロ、ハマなどと呼ぶ地方があることから、関西では「コマ、コマツキ、タマ」、愛知や岐阜では「ワッカツキ」、広島や山口や静岡では「コロツキ」、九州では「ゴロ」、鹿児島では「ハマツキ」などと呼び名される。

## 補助輪の卒業
補助輪は初心者のうちは姿勢を安定させ転倒を防いでくれる一方で、車体を傾けて遠心力を吸収する事が出来なくなるため、急制動時に運転者が投げ出されるような転倒はむしろ起こしやすくなってしまう。よって、成長して速度が出せるようになったら外した状態で乗れるように練習して卒業する必要がある。
バランス維持を補助輪に頼り切りだった場合、取り外すと途端に乗れなくなることも多い。ヘルメットや膝当てなどの安全用品を利用すると転倒に対する恐怖心を和らげることができる。
また、漕ぎ出しがうまくできずにペダルに足を乗せられないケースも少なくない。この場合は、補助輪といっしょに、ペダルを外してしまう練習方法がある（ドライジーネのような形になる）。まずペダルを外して足で地面を蹴って前進し、滑走中は足を持ち上げることで、ふら付かずにまっすぐ乗れるようになり、次いでペダルを取り付けて漕ぐ力で前進することが習得できるとしている。
このような練習は広い場所が必要で、交通公園や人の少ない広い空き地のある児童公園など専門の施設を利用する方が、駐車車両や歩行者との衝突などの副次的なトラブルを避けやすい。小学校によっては、学校施設内に交通公園状の施設を持つところもある。

## 次世代モデル
2015年からはタイヤ内部にジャイロセンサーを搭載して自動的にバランスを取るタイプの自転車が、米国の自転車メーカーのジャイロバイクからリリースされる予定となっている。
このモデルは、ジャイロ強度を3段階で調節可能とし、自転車に慣れてくると同時にジャイロ強度を弱めていくものである。そのため、より早く自転車に慣れる利点がある。厳密には補助輪ではないが、使用目的が一緒である以上、補助輪の代替技術ともなっている。